# Iraqw (peuple)
Les Iraqw sont un peuple d'Afrique australe établi au centre-nord de la Tanzanie, principalement dans les districts de Mbulu et Hanang de la région de Manyara.

## Ethnonymie
Selon les sources, on observe plusieurs variantes : Erokh, Irakov, Iraku, Irakw, Iraqws, Mbulu, Wambulu.

## Territoire

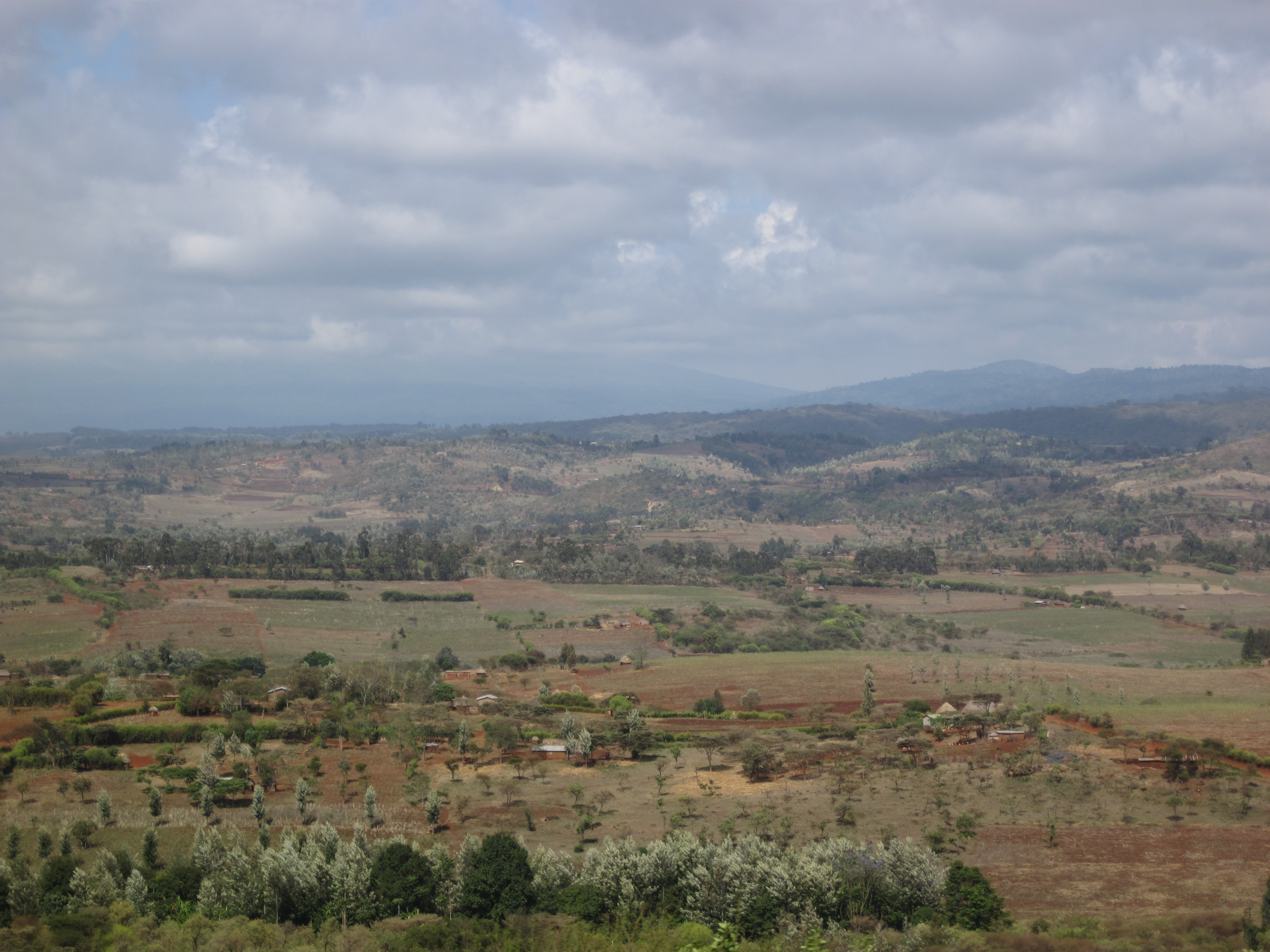
En pays iraqw

Les Iraqw vivent sur les hauts plateaux, entourés par l'aire de conservation du Ngorongoro au nord, la vallée du Grand Rift à l'est, la plaine du Serengeti à l'ouest et un paysage de savane sèche vers le sud.

## Langue
Leur langue est l'iraqw, une langue couchitique, dont le nombre de locuteurs était estimé à 462 000 en 2001.

## Population
Leur nombre était estimé à 250 000 vers 1980. 
Les Iraqw pratiquent une agriculture de subsistance (maïs, millet). Ils élèvent aussi du bétail, des chèvres et des moutons.
Les Maasaï sont leurs voisins immédiats vers l'est.

## Religion

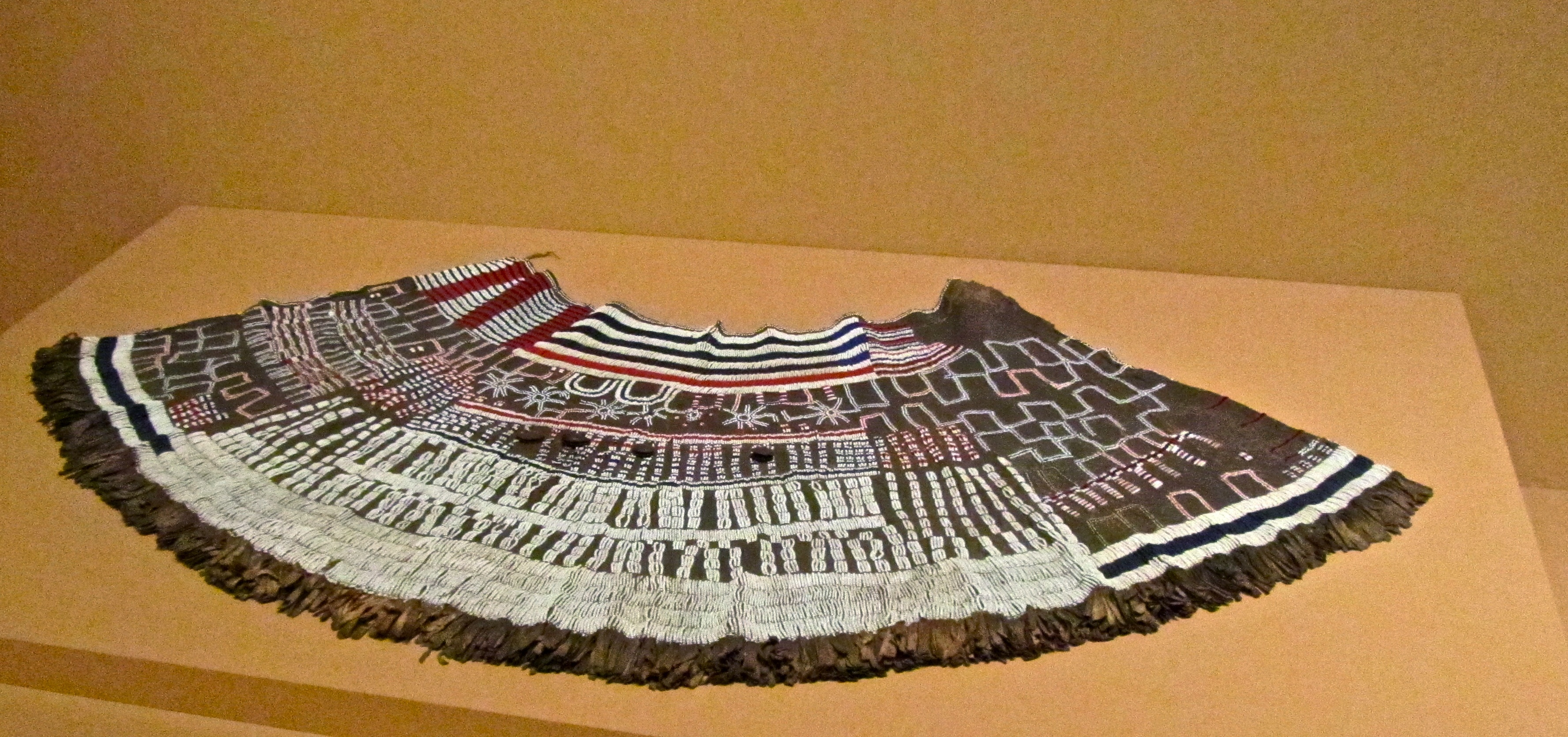
Vêtement porté lors de l'initiation des jeunes filles

La plupart des Iraqw restent acquis aux croyances traditionnelles.